# Aristida paoliana
Aristida paoliana là một loài thực vật có hoa trong họ Hòa thảo. Loài này được (Chiov.) Henrard mô tả khoa học đầu tiên năm 1927.